# Raymond, Alberta
Raymond är en ort i Kanada.   Den ligger i provinsen Alberta, i den södra delen av landet, 2 800 km väster om huvudstaden Ottawa. Raymond ligger 964 meter över havet och antalet invånare är 3 365.
Terrängen runt Raymond är platt, och sluttar norrut. Trakten runt Raymond är nära nog obefolkad, med mindre än två invånare per kvadratkilometer.. Raymond är det största samhället i trakten.
Trakten runt Raymond består till största delen av jordbruksmark.